# Trinh sát

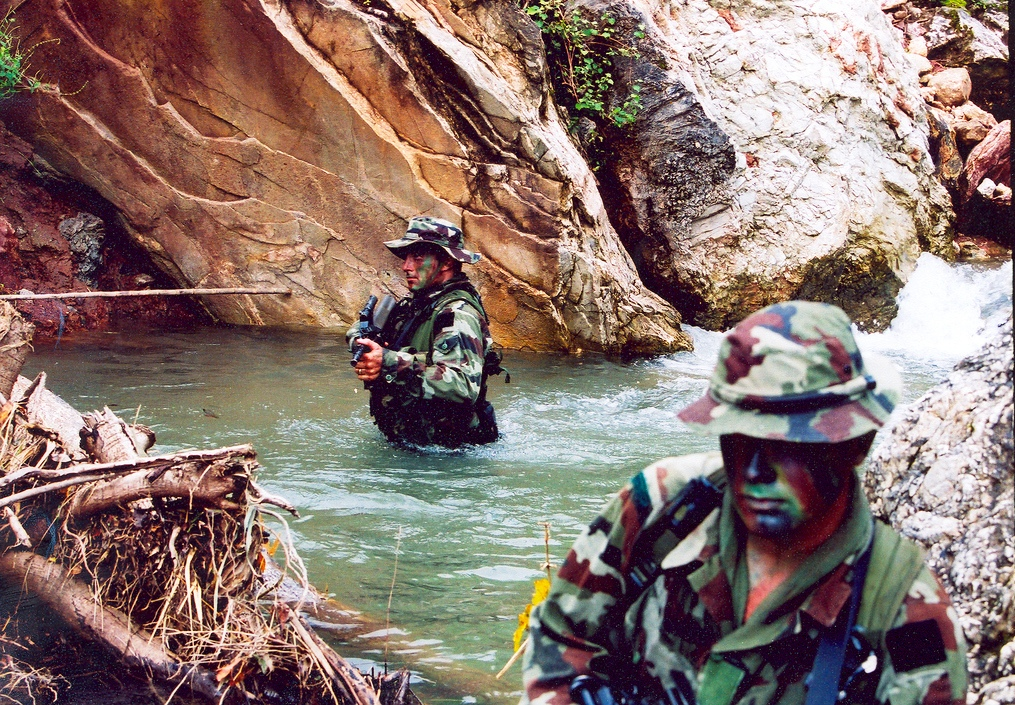
Lực lượng Army Ranger Wing của quân đội Ailen đang thực thi một nhiệm vụ trinh sát ở Đông Timor.

Trong hoạt động quân sự do thám hoặc trinh sát là cuộc thăm dò khu vực do lực lượng đối địch chiếm đóng để thu thập thông tin về các đặc điểm tự nhiên và sự có mặt của quân địch, và đảm bảo cho lực lượng phe ta có một kế hoạch thích hợp
Ví dụ về trinh sát bao gồm cuộc tuần tra của nhóm quân đội, trinh sát, trinh sát tầm xa, tình báo, tàu ngầm, máy bay trực thăng có người lái / không người lái, vệ tinh, hoặc bằng cách quan sát bí mật tại các điểm cao.
Các hoạt động gián điệp thường không phải là trinh sát, bởi vì thám sát là lực lượng đặc biệt của quân đội hoạt động trước mặt các lực lượng chính; gián điệp là phi chiến binh hoạt động sau đường quân địch.